# Leptictida
I leptictidi (Leptictida) sono un ordine di mammiferi estinti, appartenenti agli euteri, di incerta collocazione sistematica. Vissero tra il Cretaceo superiore e l'Oligocene inferiore (circa 70 - 33 milioni di anni fa) e i loro resti fossili sono stati ritrovati in Nordamerica, Asia ed Europa.

## Descrizione
I leptictidi sono un caratteristico esempio di mammiferi placentati non specializzati che si svilupparono nel corso della radiazione evolutiva tra il Cretaceo e il Paleocene, e classicamente sono stati raggruppati insieme agli insettivori. Questi animali erano dotati di caratteristiche craniche e dentarie particolarmente arcaiche, a causa delle quali è difficile determinare le loro esatte relazioni evolutive. L'anatomia postcranica è stata particolarmente ben compresa grazie a fossili eccezionali di una forma tarda, Leptictidium dell'Eocene medio del pozzo di Messel, e a resti quasi completi attribuiti al genere nordamericano Leptictis. A giudicare da questi ritrovamenti, i leptictidi erano piccoli placentati  che solitamente misuravano poche decine di centimetri, ma le forme più grandi (come Leptictidium) avevano una lunghezza compresa tra i 60 e i 90 centimetri. 
La testa era lunga e dotata di un muso ancor più allungato e sottile, che probabilmente portava una corta proboscide usata per scandagliare il terreno alla ricerca di cibo. L'arcaica dentatura comprendeva due o tre incisivi, un canino, e denti della zona delle guance a forma di V (quattro premolari e tre molari). Le zampe anteriori dei leptictidi erano piuttosto corte, ma le zampe posteriori erano allungate. Nonostante questa anatomia ricordi quella dei piccoli canguri o dei gerboa (e suggerirebbe una locomozione di tipo saltante), la struttura delle ossa tarsali indicherebbe una specializzazione per la corsa. Forse questi animali erano in grado di utilizzare entrambi i tipi di locomozione: correre lentamente alla ricerca di cibo, e saltare velocemente per evitare i pericoli. Inoltre, gli esemplari di Messel conservano una coda sorprendentemente lunga, unica tra i mammiferi placentali, formata da 40 vertebre caudali e probabilmente usata per controbilanciare il peso corporeo.

## Classificazione

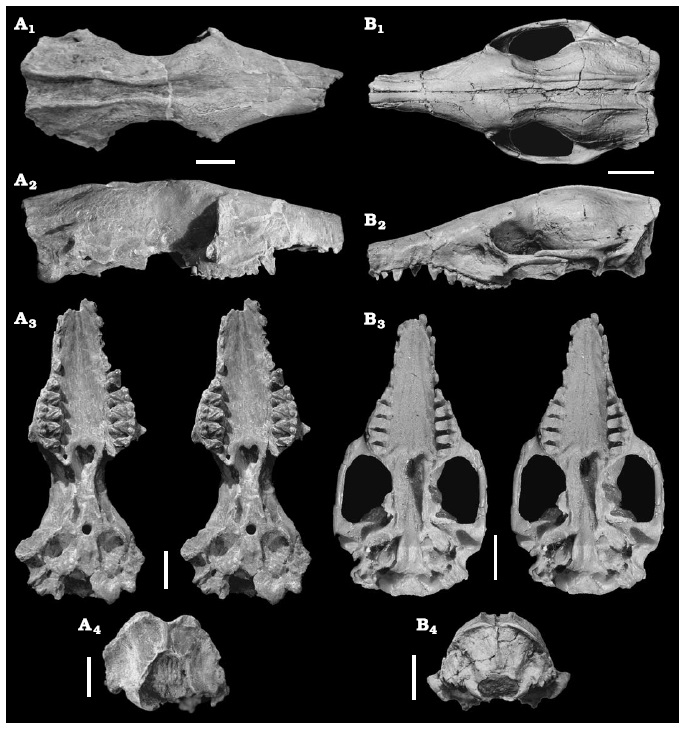
Crani di leptictidi: Megaleptictis altidens (A) e Leptictis dakotensis (B)

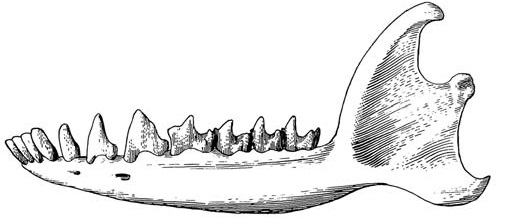
Mandibola di Leptictis dakotensis

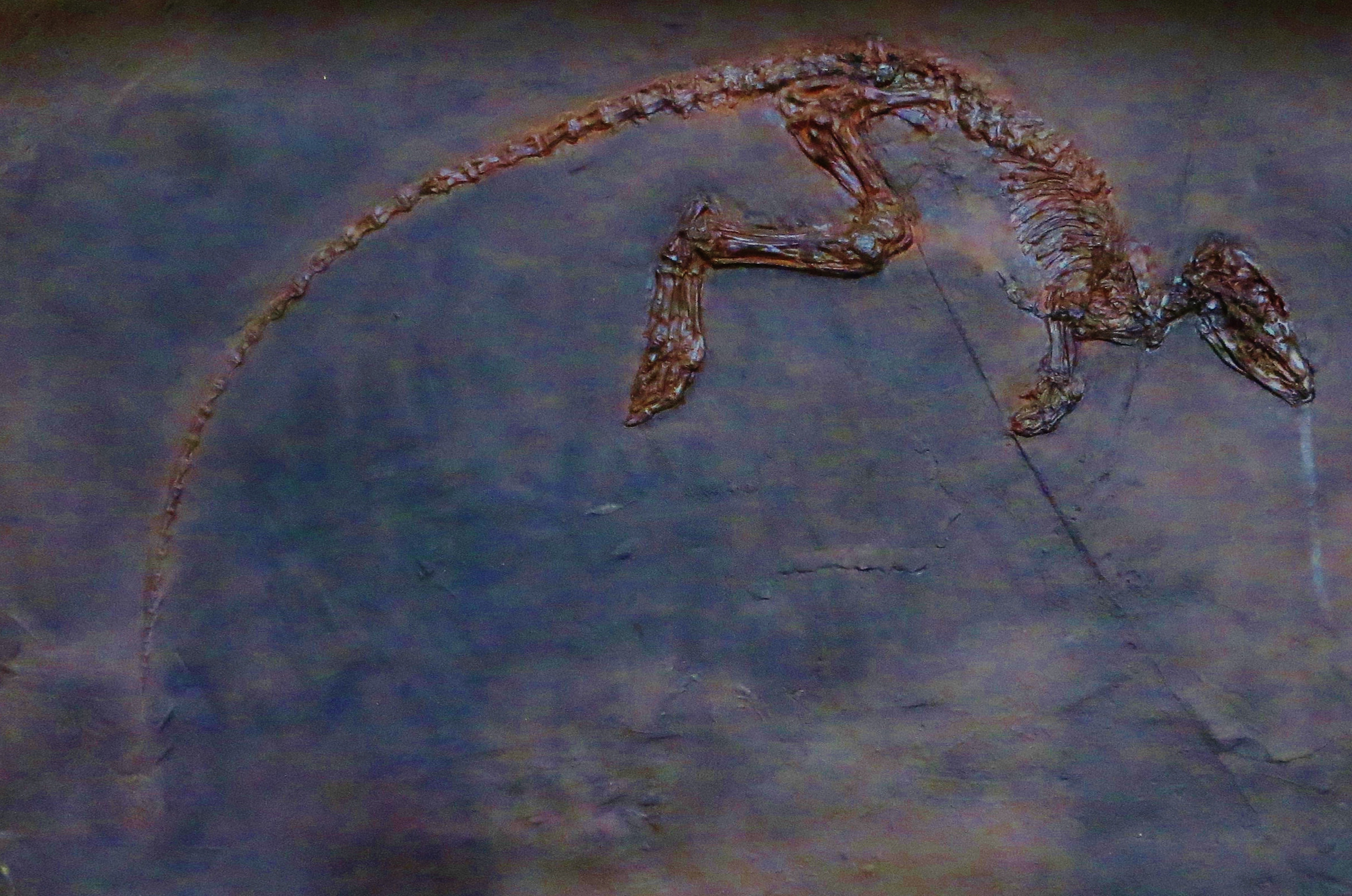
Scheletro di Leptictidium auderiense

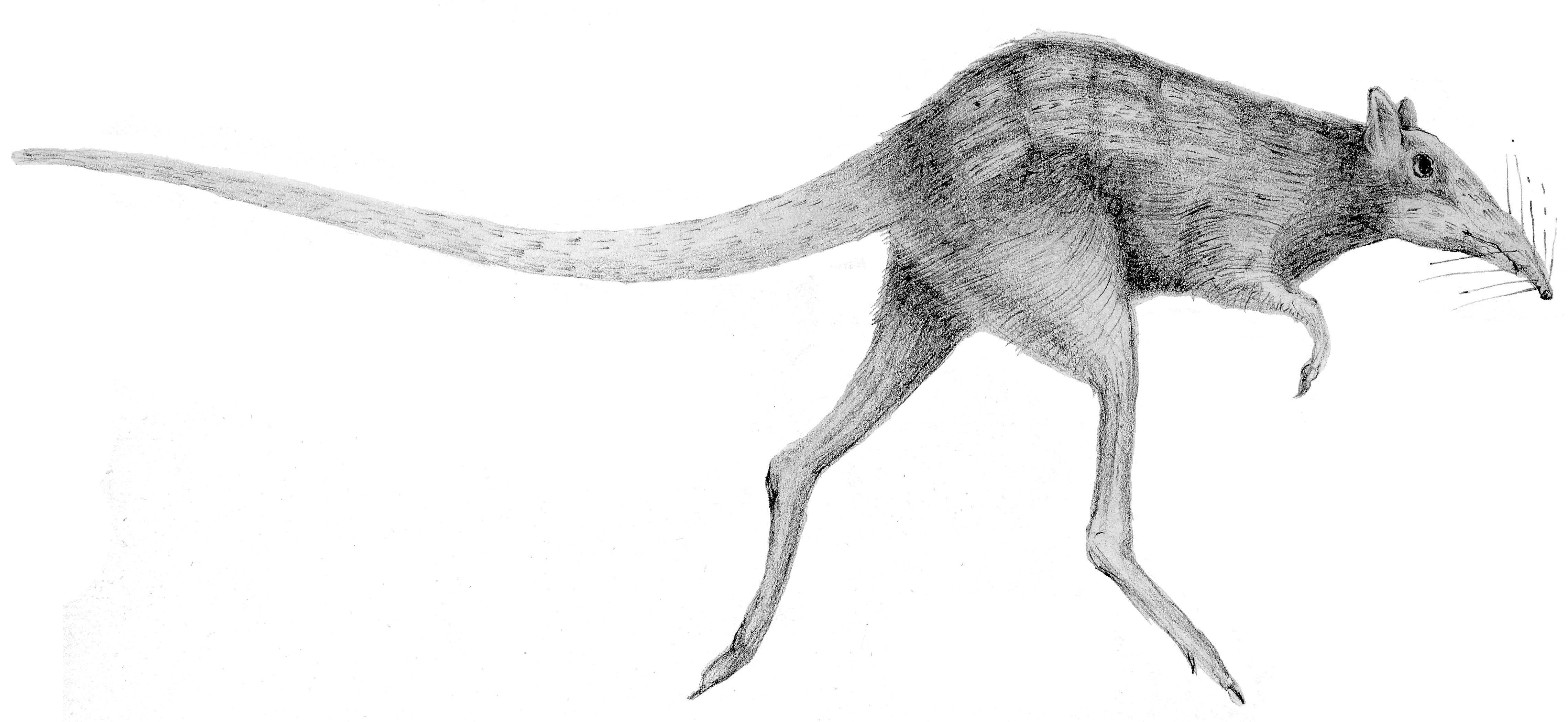
Ricostruzione di Leptictidium

L'ordine Leptictida venne istituito da McKenna nel 1975 per includere alcune forme di mammiferi arcaici del Paleogene. L'ordine potrebbe non essere monofiletico; secondo alcune analisi cladistiche, i leptictidi potrebbero essere imparentati alla lontana con gli Euarchontoglires (primati, roditori e loro stretti parenti), anche se più di recente sono stati indicati come il primo ramo evolutivo a separarsi dagli euteri basali (Zack et al., 2005). Un'altra analisi cladistica a larga scala riguardante i mammiferi euteri, indica che i leptictidi erano vicini ai placentali basali (Wible et al., 2009); altre analisi che includono dati da mammiferi non euteri del Cretaceo, hanno indicato Leptictis come un membro del superordine Afrotheria (O'Leary et al., 2013). Studi filogenetici più recenti riconoscono i leptictidi come un gruppo parafiletico che conduce ai veri Placentalia (Halliday, 2015).

### Tassonomia
- Ordine Leptictida
  - Famiglia Gypsonictopidae
    - Gypsonictops

  - Famiglia Leptictidae
    - Amphigyion
    - Gallolestes
    - Labes
    - Lainodon
    - Leptonysson
    - Palaeictops
    - Praolestes
    - Wania
    - Sottofamiglia Leptictinae
      - Blacktops
      - Ictopidium
      - Leptictis
      - Megaleptictis
      - Myrmecoboides
      - Ongghonia
      - Prodiacodon
      - Protictops

  - Famiglia Pseudorhyncocyonidae
    - Diaphyodectes
    - Leptictidium
    - Phakodon
    - Pseudorhyncocyon

## Paleobiologia
I leptictidi erano piccoli animali che si muovevano nel sottobosco, alla ricerca di insetti e altri animali invertebrati e piccoli vertebrati; i loro musi allungati e dotati di corte proboscidi dovevano essere utili a esplorare il terreno; le lunghe zampe posteriori potevano essere utili per correre e spostarsi in modo moderatamente veloce quando erano alla ricerca di cibo; analogamente ai gerboa attuali, forse i leptictidi potevano compiere balzi veloci per evitare i pericoli.